# Zaho
Zaho, właściwie Zahera Darabid (ur. 10 maja 1980 w Bab Ezzouar) – algierska piosenkarka wykonująca muzykę z pogranicza popu, soul i r'n'b. Obecnie mieszka w Montrealu w Kanadzie.

## Życiorys

### Dzieciństwo
Zahera Darabid urodziła się 10 maja 1980 roku w Bab Ezzouar, przedmieściu Algierskiej stolicy. W wieku 18 lat przeprowadziła się z rodziną do Montrealu w Kanadzie. Jej ojciec jest kierownikiem a matka profesorką matematyki w l'Institut national d'informatique of France. Ma brata i siostrę.

### Kariera
W wieku 7 lat nauczyła się grać na gitarze i bardzo szybko nauczyła się repertuaru Francisa Cabrela w ciągu 10 lat. W 1999, kiedy wyemigrowała do Montrealu odkryła świat profesjonalnej muzyki z jej producentami i studiami. Była widziana ze znanymi osobami przemysłu francuskiego takimi jak: Idir, Tunisiano i Soprano.
W 2008 wydała swój debiutancki album zatytułowany Dima co oznacza "Zawsze" po arabsku.
Zaho ma również silne zaplecze pisarskie. Napisała piosenkę "Tout ce temps" dla Idira. Po przesłuchaniu piosenki, Idir nalegał aby zaśpiewała ją razem z nim.
W 2008 roku wygrała nagrodę dla "najlepszego francuskiego artysty" na MTV Europe Music Awards. Jest dobrze znana we Francji, francuskiej Kanadzie i wielu innych państwach.

## Dyskografia
Albumy studyjne
- Dima (2008)

Mixtape
- Zaho : La Mixtape (2007)